# 松本京子 (テレビプロデューサー)
松本 京子（まつもと きょうこ）は、日本テレビ放送網コンテンツ制作局専門副部長兼チーフプロデューサー。

## 人物
- 1998年に入社[1]。ドラマ制作志望で入社したがバラエティに配属され、かつては吉川圭三、安岡喜郎、松岡至、加藤幸二郎CPの下で番組を制作していた。『世界の果てまでイッテQ!』を立ち上げる。
- 2014年6月からは、一部の番組で統括プロデューサーに昇格した。
- 2015年6月からは、バラエティ担当から念願のドラマ担当で情報・制作局専門副部長兼務プロデューサー。
- 2018年を最後に番組制作から離れていたが、2022年6月からは再びバラエティ担当に戻りチーフプロデューサーに昇格。川邊昭宏チーフプロデューサーが担当していた一部の番組を引き継いだ。
- 2023年6月からは、バラエティ担当から再びドラマ担当に戻り担当していた番組は倉田忠明、矢野尚子チーフプロデューサーに引き継ぎ、石尾純チーフプロデューサーが担当していた番組を引き継ぎ、現職。

## 担当番組

### 現在
レギュラー番組
- ダメマネ! -ダメなタレント、マネジメントします-（チーフプロデューサー）

スペシャル番組
- 本能検証バラエティー 叡智の狂宴

### 過去

#### バラエティ
レギュラー番組
- 世界まる見え!テレビ特捜部（海外プロデューサー）
- 特命リサーチ200X（AP→海外プロデューサー）
- 地球は女で回ってる?（AP）
- 週刊!特ダ〜ネ家族!!（AP）
- ワールド☆レコーズ（海外プロデューサー）
- テレつく!（プロデューサー）
- くりぃむしちゅーのたりらリラ〜ン（AP）
- たべごろマンマ!（プロデューサー）
- 恋愛新党（プロデューサー）
- 時空間☆世代バトル 昭和×平成 SHOWはHey! Say!（プロデューサー）
- ミリオンダイス（2010年1月 - 3月までは、SUPER SURPRISE木曜、プロデューサー）
- イメ×ドキ（プロデューサー）
- なんでもワールドランキング ネプ&イモトの世界番付（プロデューサー）
- NexT（統括プロデューサー）
- 笑神様は突然に…（プロデューサー→統括プロデューサー）
- 満天☆青空レストラン（プロデューサー→統括プロデューサー）
- 世界の果てまでイッテQ!（プロデューサー）
- スクール革命!（プロデューサー）
- 1分入魂（チーフプロデューサー）
- 行列のできる相談所（チーフプロデューサー）
- 千鳥かまいたちアワー（チーフプロデューサー）
- しゃべくり007（チーフプロデューサー）
- 月曜から夜ふかし（チーフプロデューサー）

スペシャル番組
- うわさまぁ〜ず（プロデューサー）
- 24時間テレビ「愛は地球を救う」
  - 32 START!〜一歩を踏みだそう〜（2009年8月29・30日、総合プロデューサー）
  - 33 ありがとう〜今、あの人に伝えたい〜（2010年8月28・29日、総合プロデューサー）
- FBI超能力捜査官（プロデューサー）
- ショコラ（プロデューサー）
- 世界ウルトラ巨大生物 幻の人喰い獣を捕獲せよ（プロデューサー）
- お笑いジャッジポイント（プロデューサー）
- JKP〜美女12人生存競争
- 日テレ系人気番組No.1決定戦（統括プロデューサー）
- ダウンタウンvsZ世代（チーフプロデューサー）
- かまいたちの売れチャレ（チーフプロデューサー）
- 上田若林の撮れ高（チーフプロデューサー）
- 誰も知らない明石家さんま（チーフプロデューサー）
- THEパニックコント（チーフプロデューサー）
- THE DANCE DAY（チーフプロデューサー）
- 一攫千金!宝の山（チーフプロデューサー）
- くりぃむしちゅーの!THE★レジェンド（チーフプロデューサー）

#### ドラマ番組
- 掟上今日子の備忘録（プロデューサー）
- 時をかける少女（プロデューサー）
- 天才バカボン（プロデューサー）
- 今からあなたを脅迫します（プロデューサー)
- 獣になれない私たち（プロデューサー）
- だが、情熱はある（チーフプロデューサー）
- CODE-願いの代償-（共同プロデューサー）
- ゼイチョー〜「払えない」にはワケがある〜（チーフプロデューサー）
- となりのナースエイド（チーフプロデューサー）
- ACMA:GAME アクマゲーム（チーフプロデューサー）
- GO HOME〜警視庁身元不明人相談室〜（チーフプロデューサー）
- 放課後カルテ（チーフプロデューサー）
- 若草物語-恋する姉妹と恋せぬ私-（チーフプロデューサー）
- 相続探偵（チーフプロデューサー）